# Isla Bermeja
La isla Bermeja es una isla fantasma. Está señalada en diversos mapas y documentos históricos que la localizan a más de 100 kilómetros de la punta noroeste de la península de Yucatán, en el mar territorial de México. Se la ubicó a 22 grados, 33 minutos latitud norte y 91 grados, 22 minutos longitud oeste. Sin embargo, investigaciones recientes ya oficializadas por el Instituto Nacional de Estadística y Geografía (INEGI), de México, demuestran palmariamente que la isla en cuestión no existió y que se ha tratado simplemente de un error cartográfico que se mantuvo indebidamente a lo largo de varios siglos, lo cual ha quedado de manifiesto, verificándose sin lugar a duda.
De haber existido, la isla Bermeja habría generado un mayor espacio marítimo a favor de México, que el que recibió con la firma del Tratado Clinton-Zedillo, en el cual México y Estados Unidos pactaron sus fronteras marítimas en el Golfo de México lo que quedó plasmado en ceremonia celebrada en Washington el 9 de junio del año 2000. La importancia de su existencia hubiera radicado en la ampliación de la soberanía marítima mexicana en una zona con grandes yacimientos de petróleo.

## Datos históricos
La isla Bermeja apareció por primera vez en los mapas antiguos desde el siglo XVI. Según el historiador y cartógrafo Michel Antochiw Kolpa, uno de los primeros mapas en que se encuentra la isla Bermeja data del siglo XVI y pertenece a la cartografía portuguesa. Se trata del mapa de Gaspar Viegas, del año de 1535, conservado en el Archivo di Stato, en Florencia, Italia.
Después, en 1544, aparece un mapa de Sebastián Caboto, salido del interés sevillano pero impreso en Amberes, en el que se consigna la existencia de la isla Bermeja, la isla Triángulo, la isla Arenas, la isla Negrillos y el Arrecife Alacranes.
Así, dice el cartógrafo Antochiw, desde mediados del siglo XVI se nota la representación sistemática de las islas de la Sonda de Campeche en los mapas de diversas escuelas de cartografía, como si fueran fotocopias de la versión portuguesa.
No es sino hasta el principio del siglo XVIII cuando se advierten cambios significativos en la cartografía del Golfo de México. Ya en los mapas de la Nueva España de Antonio de Alzate y Ramírez (1772) no aparece ninguna isla al norte de Arenas.
Entre 1804 y 1805, Ciriaco de Cevallos, por cuenta de España, realizó levantamientos cartográficos de la región, no encontrando ni la Bermeja, ni los Negrillos. Refiriéndose a la Bermeja Ciriaco de Cevallos dice: "Esta isla que se sitúa en todas las cartas es de muy dudosa existencia: D. Miguel de Alderete y D. Andrés Valderrama (cartógrafos de la corona española) no pudieron verla".
En el siglo XIX y principios del XX, se la muestra reiteradamente en mapas que tuvieron carácter oficial o fueron editados por o bajo la supervisión del gobierno de México, pero que se conozca ninguna verificación marítima fue realizada en la región.
A finales de la última década del siglo XX y en la primera del siglo XXI, se desató una intensa discusión pública provocada en buena medida por declaraciones de funcionarios de la Secretaría de Relaciones Exteriores de México ante el Senado de la República, en el sentido de que la isla habría existido pero se había "hundido". A raíz de esto, actores políticos mexicanos hicieron denuncias ante los medios de comunicación: "Aunque desde el siglo XVI se incluyó como parte el estado de Yucatán en mapas nacionales e internacionales, a partir de 1920 ya no es tomada en cuenta como territorio nacional mexicano «y en la actualidad físicamente no se encuentra o se oculta su información por diferentes autoridades y entidades gubernamentales»", según el senador Luis Coppola Joffroy.
Parte de la controversia proviene de que la existencia de la isla está registrada (1864) en la Carta Etnográfica de México, edición gubernamental, y también en el libro Islas mexicanas editado oficialmente por la Secretaría de Educación Pública, que en su página 110 la ubica a 22° 33′ latitud Norte, y a 91° 22′ Oeste. Lo cierto es que no ha sido posible hasta la fecha localizar la isla, por lo que se da por desaparecida, situación que algunos consideran en demérito de la geografía, los intereses y la soberanía de México y en favor de los Estados Unidos porque a la luz de recientes tratados limítrofes entre Estados Unidos, México y Cuba, en el Golfo de México, que distribuyen el contenido de gigantescos yacimientos petrolíferos transfronterizos, México saldría mucho más favorecido de existir tal isla.

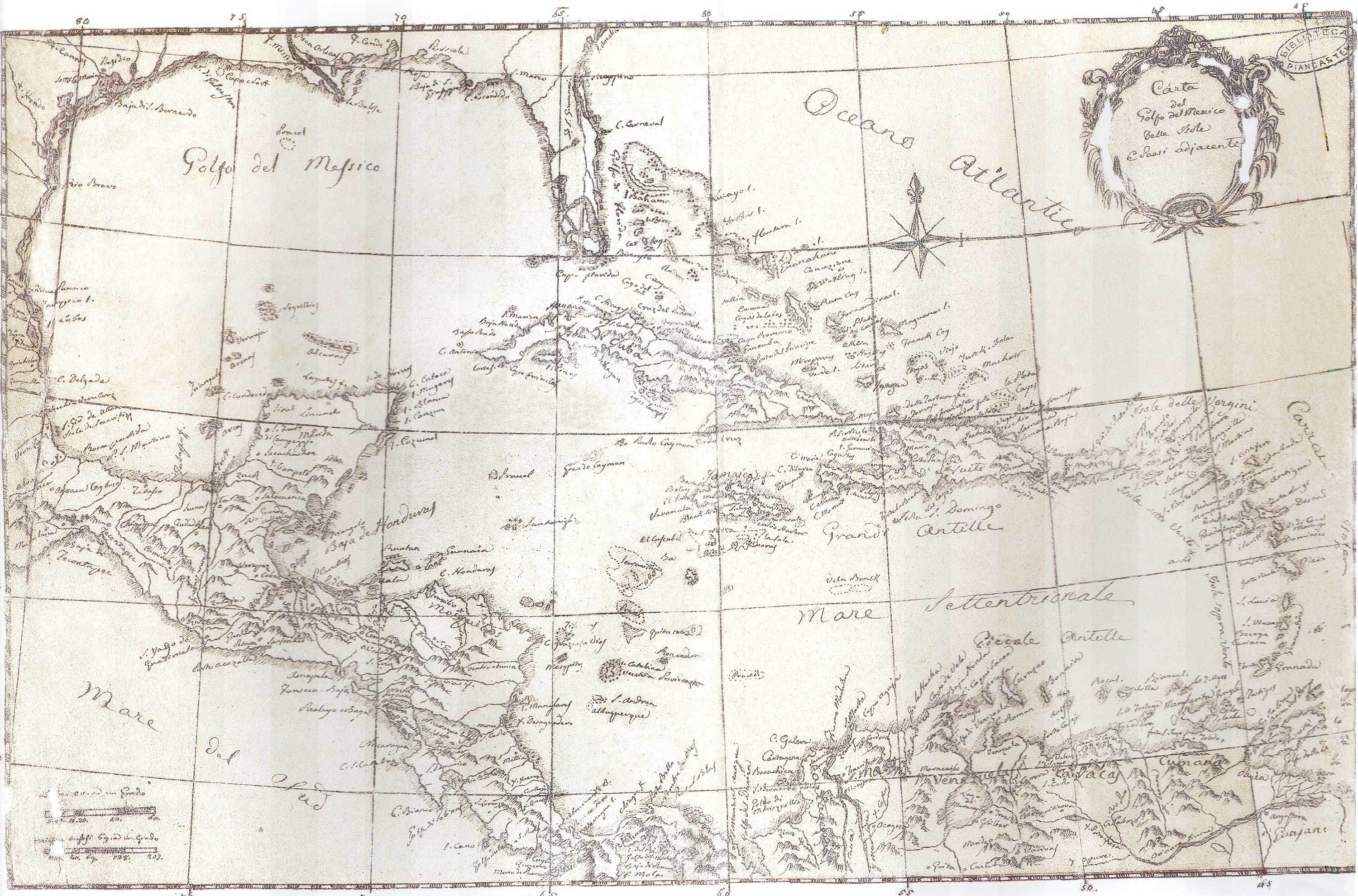
Ubicación de la Isla Vermeja (sic) descrita en este mapa, al Este se encuentra el arrecife Negrillos, también desaparecido.

También es cierto, como se apuntó anteriormente, que la presencia cartográfica de la isla se mantuvo hasta 1946 en otros libros editados por el gobierno. Pero a finales de la década de 1990, cuando México negociaba con Estados Unidos un acuerdo para marcar la frontera marítima entre ambos países, la Bermeja dejó de ser visible en la cartografía oficial. En 1997 la Secretaría de Marina, del gobierno mexicano, envío un buque oceanográfico a corroborar la existencia de la isla como resultado de lo cual el almirante a cargo del navío reportó que no habían encontrado nada. La inspección, realizada por el buque oficial el 5 de septiembre de tal año, se efectuó en el área correspondiente a la ubicación teórica de la isla y usando un patrón de búsqueda de 322.5 millas náuticas cuadradas con barrido hidroacústico.
Después de formar parte de una de las recientes expediciones verificadoras en la zona donde debería ubicarse la isla, el cartógrafo Antochiw, en un extenso artículo recientemente publicado, dice: "Todos los documentos aquí presentados parecen demostrar definitivamente que desde el siglo XVIII no solo existían dudas, sino casi la certeza de que tanto la Bermeja como los Negrillos no existían".
Otra declaración del mismo cartógrafo, para la prensa de Yucatán, versa sobre lo mismo.

## Investigaciones recientes
Tres investigaciones formales se llevaron a cabo durante el año 2009 para intentar aclarar el misterio de la "desaparición" de la isla.
- El 20 de marzo zarpó del puerto de Tuxpan, Veracruz el buque oceanográfico Justo Sierra de la Universidad Nacional Autónoma de México para realizar un estudio in situ. Este buque está dotado de los equipos más modernos para la investigación marina. Los resultados de esta expedición que fueron publicados en la Gaceta de la UNAM del 25 de junio de 2009,[8][9] indican que "no hay vestigios de una isla en el área estudiada". Señala así mismo que: "en el punto de interés el mar tiene una profundidad de 1472 metros y se encuentra en un fondo plano" y que, si bien "no descarta que los vestigios de la isla se encuentren en coordenadas distintas", en el caso de que la isla hubiera existido en el pasado en el punto dado como referencia, su desaparición "solo podría explicarse por un deslizamiento geológico" ocurrido en otros tiempos.[10]
- Segunda expedición. Se realizó entre el 25 de mayo hasta el 1 de junio del mismo año, por el buque denominado Río Tuxpan, de la Armada de México. Aunque no hay disponible una versión definitiva y oficial de esta expedición, mediante las entrevistas publicadas en el Diario de Yucatán[11] y El Dictamen de Veracruz y las notas publicadas por el expedicionario Edwin Corona,[12] se sabe que: en la expedición patrocinada por la Sociedad Mexicana de Geografía y Estadística para "despejar dudas y dar a conocer el paradero de la isla Bermeja", el Tuxpan recorrió mil 500 kilómetros y no se limitó a inspeccionar en las coordenadas en las que se suponía estaba la isla (22° 33′ N y 91° 22′ O), sino que también se trasladó a otros puntos de exploración, quedando claro que no hay tal isla y que lo más probable es que haya habido un error originado desde los mapas antiguos que señalan la existencia de la isla en la región.

- En la tercera expedición, financiada por Televisión Azteca, consorcio de la televisión mexicana, el 5 de junio de 2009 zarpó del Puerto de Progreso el buque Kalin Haa con varios investigadores a bordo, entre los cuales el historiador y cartógrafo, especialista en cartografía de la Península de Yucatán, Michel Antochiw Kolpa. Aunque este viaje fue realizado en condiciones más precarias que los dos anteriores, desde el punto de vista del equipamiento técnico disponible a bordo, las conclusiones fueron similares. Dice Antochiw "la Bermeja no es la única isla desaparecida, tampoco se encuentra un pequeño archipiélago llamado en los mapas antiguos Islas Negrillas, o el bajo del Negrillo, ni otros cayos o placeres como el llamado banco Arias".[2]

En adición a estas tres recientes expediciones para tratar de ubicar la Isla Bermeja, se han realizado diversos recorridos aéreos -todos infructuosos- para localizar este supuesto patrimonio insular de México. Uno de ellos fue realizado por Televisa, el consorcio televisivo más importante de México, que preparó un reportaje en el que se plantea la existencia de la isla como un misterio similar al del "Triángulo de las Bermudas". Es decir, no aporta ningún dato con relación a su existencia presente ni pasada.

## Otras opiniones acerca de su "desaparición"

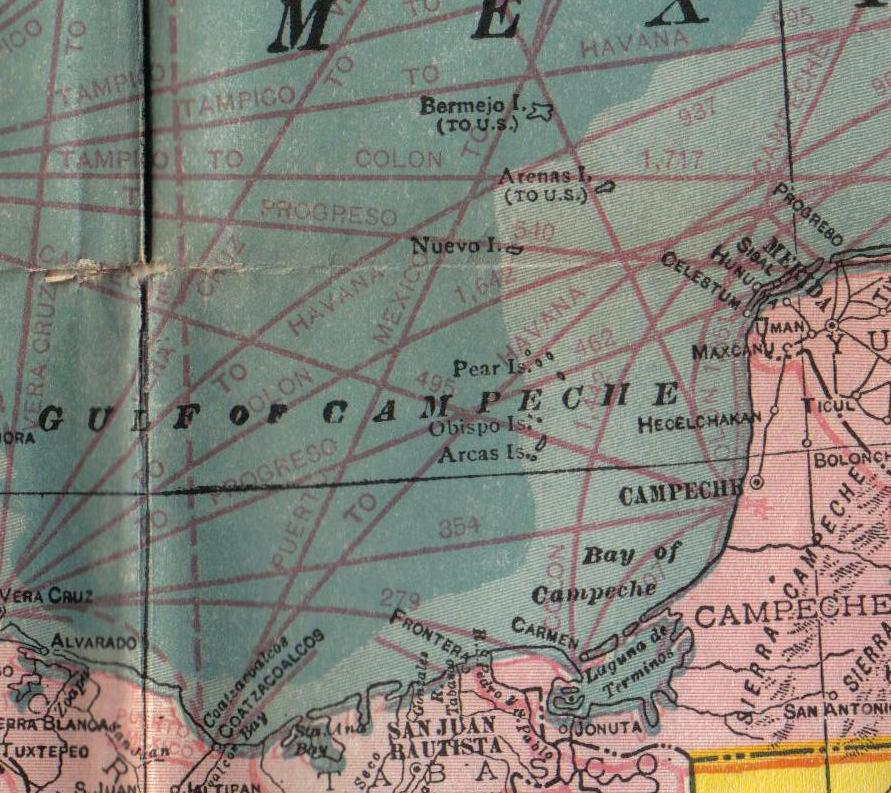
Ubicación de la Isla Bermeja respecto a otras islas en el golfo de Campeche en un mapa de 1914. Aparece como reclamación de los Estados Unidos.

Como parte del anecdotario, hay otras hipótesis que tratan de resolver el enigma de la existencia de la isla, destacando entre ellas las siguientes:
- Según versiones infundadas de algunos políticos mexicanos, fue hundida por un maremoto ya que se trataba de un banco de arena o arrecife coralino.[13]
- El secretario de Reforma Agraria de México, Abelardo Escobar Prieto, durante un gira de trabajo manifestó que debido al calentamiento global en los casquetes polares se ha derretido el hielo dando como resultado un aumento en el nivel del mar haciendo que esté sumergida medio metro bajo el mar.[14]
- Según el exdiputado al Congreso de México, Elías Cárdenas, la isla fue dinamitada por la CIA para que EE. UU. tuviera ventaja en los Hoyos de Dona petrolera como parte de una conspiración. De ahí el interés del gobierno estadounidense por firmar sus tratados de límites marinos ante los mexicanos.[15]
- En un mapa estadounidense editado en 1857 llamado "Maps of Nicaragua, North and Central America: Population and Square Miles of Nicaragua, United States, Mexico, British and Central America, with Routes and Distances; Portraits of General Walker, Colonel Kinney, Parker H. French, and Views of the Battle of New-Orleans and Bunker Hill" aparece claramente la Isla Bermeja ubicándola algunas millas náuticas al oeste del Arrecife Alacranes frente a las costas de Yucatán.[16]
- Algunas personas pretenden que el sitio todavía se encuentra considerado por agencias de viajes de EE. UU. como destino turístico. Pero se trata de una confusión con otros lugares con nombre "Bermeja".[17]
- Finalmente la explicación que resultaría más verosímil: Es muy posible que la Isla Bermeja haya sido una isla fantasma. Una isla fantasma es una isla que aparece en la cartografía histórica por un período de tiempo más o menos largo hasta que finalmente se asume o confirma su inexistencia. Se distingue de las islas míticas porque estas surgieron como parte de mitos, leyendas, obras literarias o cinematográficas. Algunas islas fantasma aparecieron en los mapas como consecuencia de la ubicación errónea de islas reales. Algunas pocas islas fantasmas pudieron haber existido en la forma de bancos de arena, conos volcánicos, deposiciones de lava u otras estructuras inestables que han aparecido y desaparecido.